# Ellgassen

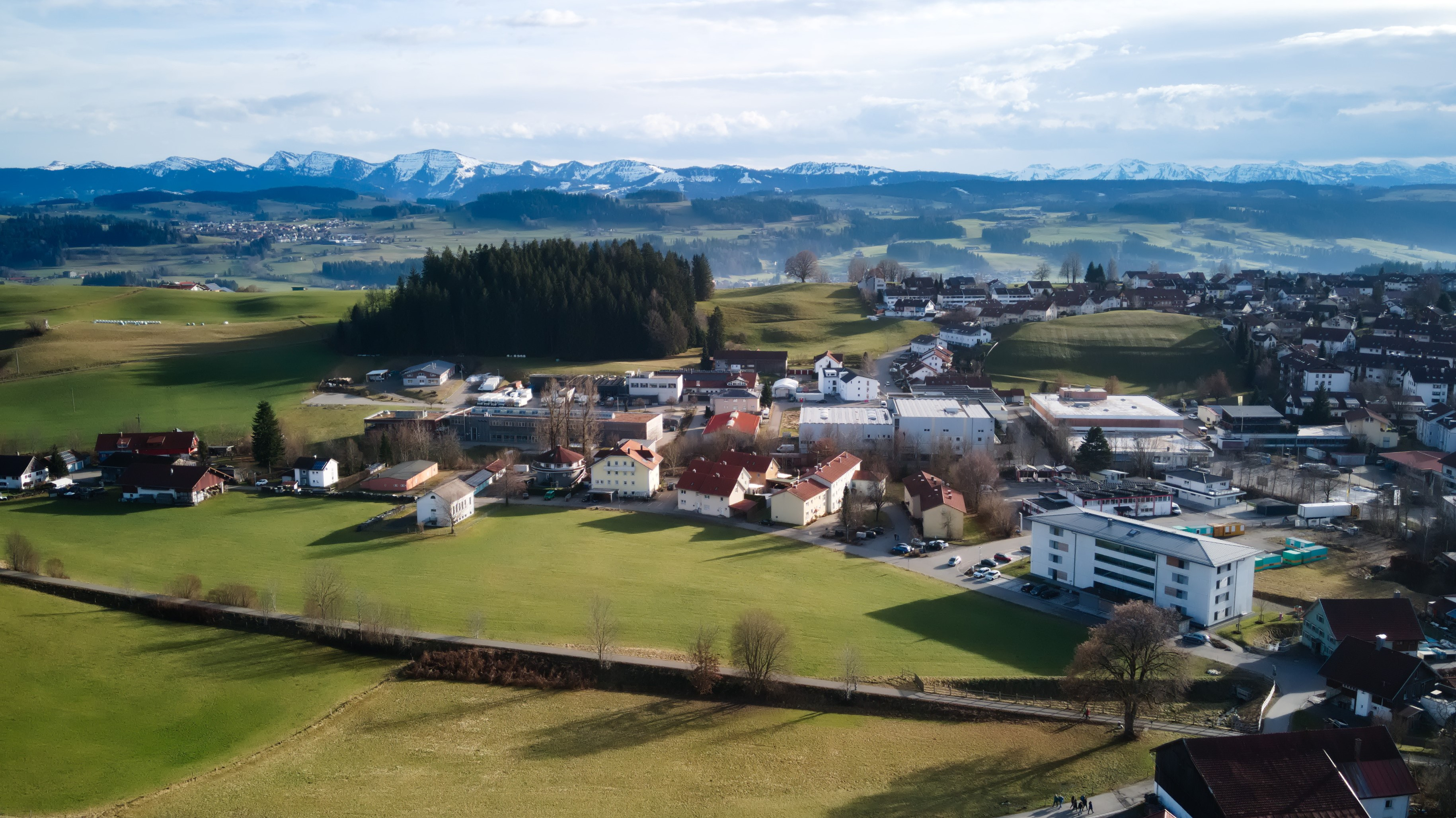
Gemeindeteil Elgassen der Stadt Lindenberg

Ellgassen (westallgäuerisch: Ellgassə) ist ein Gemeindeteil der Stadt Lindenberg im Allgäu im bayerisch-schwäbischen Landkreis Lindau (Bodensee). Da das Dorf baulich unmittelbar an die Stadt Lindenberg grenzt, wird es seit 1987 dem Stadtgebiet zugeordnet.

## Geographie
Das Dorf liegt östlich der Stadt Lindenberg und zählt zur Region Westallgäu.

## Ortsname
Der Ortsname leitet sich vom Familiennamen Ellgaß aus Adalgoz im Linzgau ab. Der Name deutet auf eine sagenhafte Figur hin.

## Geschichte
Ellgassen wurde erstmals mit Peter Ellgaß im Jahr 1569 urkundlich erwähnt.  1771 fand die Vereinödung in Ellgassen statt. Seit der Ersterwähnung war eine Mühle, die sogenannte Ellgasser Mühle, im Ort bekannt, die bis zum Ersten Weltkrieg betrieben wurde. 1936 wurde ein Eisenbahn-Waisenhort eröffnet, in dem seit 2004 das Humboldt-Institut untergebracht ist. Mit dem Eisenbahn-Waisenhort erhielt der Ort eine Bahnstation an der ehemaligen Bahnstrecke Röthenbach-Scheidegg.